# 142nd Wing

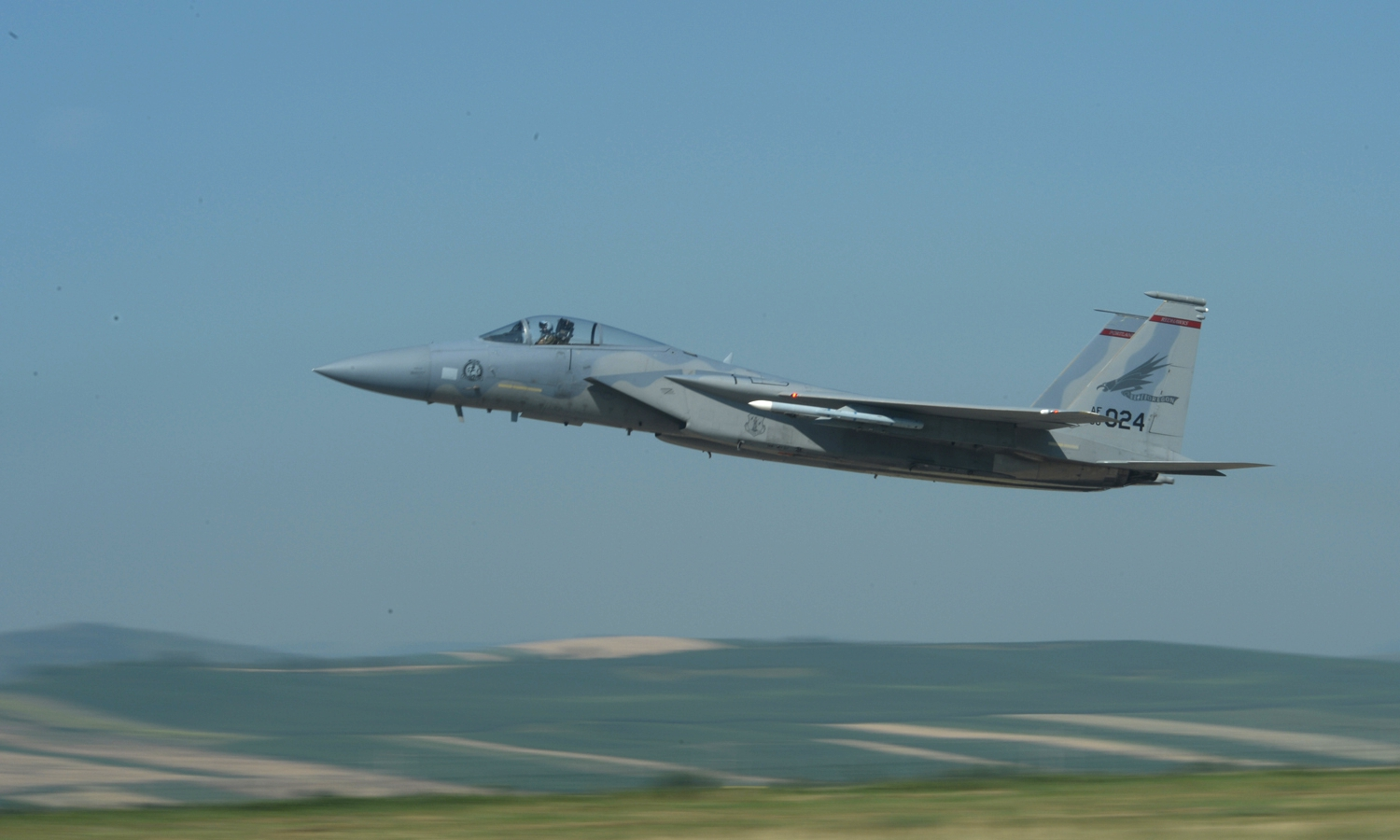
F-15C dello Stormo

Il 142nd Wing è uno Stormo da caccia della Oregon Air National Guard. Riporta direttamente all'Air Combat Command quando attivato per il servizio federale. Il suo quartier generale è situato presso la Portland Air National Guard Base, Oregon.

## Organizzazione
Attualmente, al settembre 2017, esso controlla:
- 142nd Operations Group
  - 142nd Operations Support Flight
  -  123rd Fighter Squadron - Equipaggiato con F-15C/D
  -  123rd Weather Flight
  -  125th Special Tactics Squadron
  -  116th Air Control Squadron
- 142nd Maintenance Group
  - 142nd Aircraft Maintenance Squadron
  - 142nd Maintenance Squadron
  - 142nd Maintenance Operations Flight
- 142nd Mission Support Group
  - 142nd Civil Engineering Squadron
  - 142nd Logistics Readiness Squadron
  - 142nd Security Forces Squadron
  - 142nd Force Support Squadron
  - 142nd Contracting Flight
  - 142nd Communications Flight
  - 142nd Environmental Management
- 142nd Medical Group
- 142d Fighter Wing HQ Staff
  - 142nd Comptroller Flight
  - 142nd Safety Office
  - 142nd Judge Advocate General
  - 142nd Inspector General Office
  - 142nd Equal Opportunity Office
  - 142nd Public Affairs Office
  - 142nd Chaplain Office
  - 142nd Airman and Family Readiness